# Veľké Úľany
Veľké Úľany este o comună slovacă, aflată în districtul Galanta din regiunea Trnava. Localitatea se află la altitudinea de 120 m deasupra n.m., se întinde pe o suprafață de 41,86 km2 și în 2017 număra 4.523 de locuitori.

## Istoric
Localitatea Veľké Úľany este atestată documentar din 1221.

## Demografie
| An:                | 1994 | 2004   | 2014   | 2024    |
| ------------------ | ---- | ------ | ------ | ------- |
| Număr de persoane: | 4215 | 4269   | 4441   | 5011    |
| Diferență:         |      | +1,28% | +4,02% | +12,83% |

| An:                | 2023 | 2024   |
| ------------------ | ---- | ------ |
| Număr de persoane: | 4989 | 5011   |
| Diferență:         |      | +0,44% |